# 迪賽

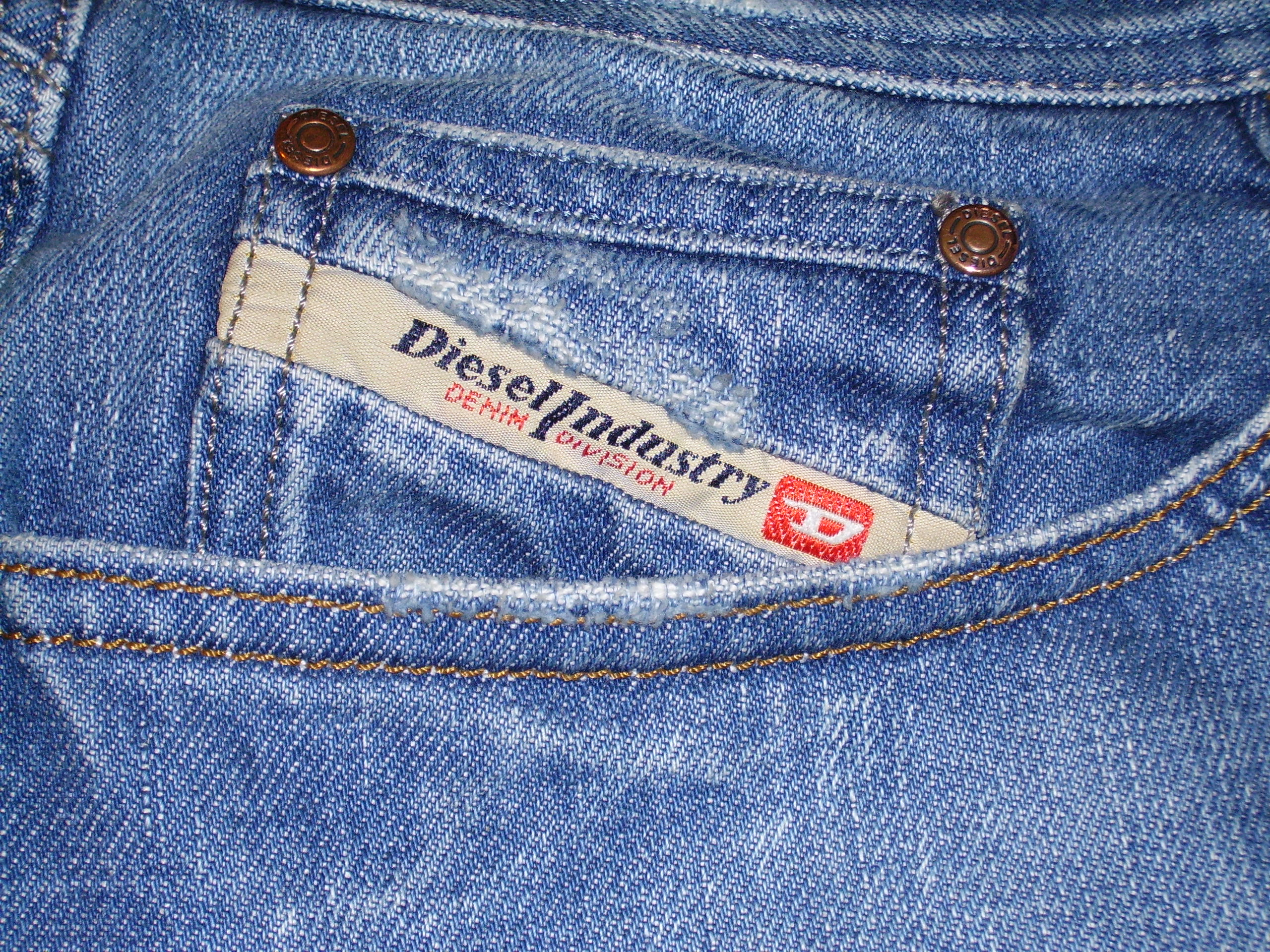
Diesel牛仔褲

Diesel S.p.A. 是一家总部位于意大利的服装设计公司。公司主要生产面向18到35岁人群的服装，还拥有童装、手錶及运动装产品线。

## 历史
1978年，公司由伦佐·罗索和他的前老板Adriano Goldschmied成立。Diesel发展史上的里程碑包括：
- 1985年，伦佐·罗索购入公司的所有股份。
- 1991年，公司开始市场国际化战略。
- 1996年，在纽约的Lexington Avenue上开设了Diesel的第一家旗舰店。

Diesel的大多数产品都外包给小型和中型公司生产，丹宁布牛仔裤的生产主要位于意大利。公司总部位于意大利东北的莫尔韦纳（Molvena），此外，17家分部在欧洲、亚洲和美洲。
公司在全球拥有200多家专卖店，也将商品批发给大型服装销售点和百货商店。根据2005年的数据，公司拥有员工3300人，年销售额15亿美元。

## 丹宁布产品和配件授权
品牌的主营业务是丹宁布产品的销售。
根据时尚工业杂志Women's Wear Daily的数据，全球有700多个丹宁布品牌。如True Religion,Seven for all Mankind,Chip and Pepper以及Paper Denim & Cloth等品牌一样，Diesel也是其中的一员。
Diesel商标也授权给其他公司用于生产鞋类、皮具、眼镜、珠宝、手表（授权公司：Fossil）、香水（授权公司：萊雅）和其他的男女饰品。2007年2月，公司涉足内衣和沙滩装业务。授权公司为美国公司Mast Industries Inc.，此公司也为维多利亚的秘密生产女性内衣。

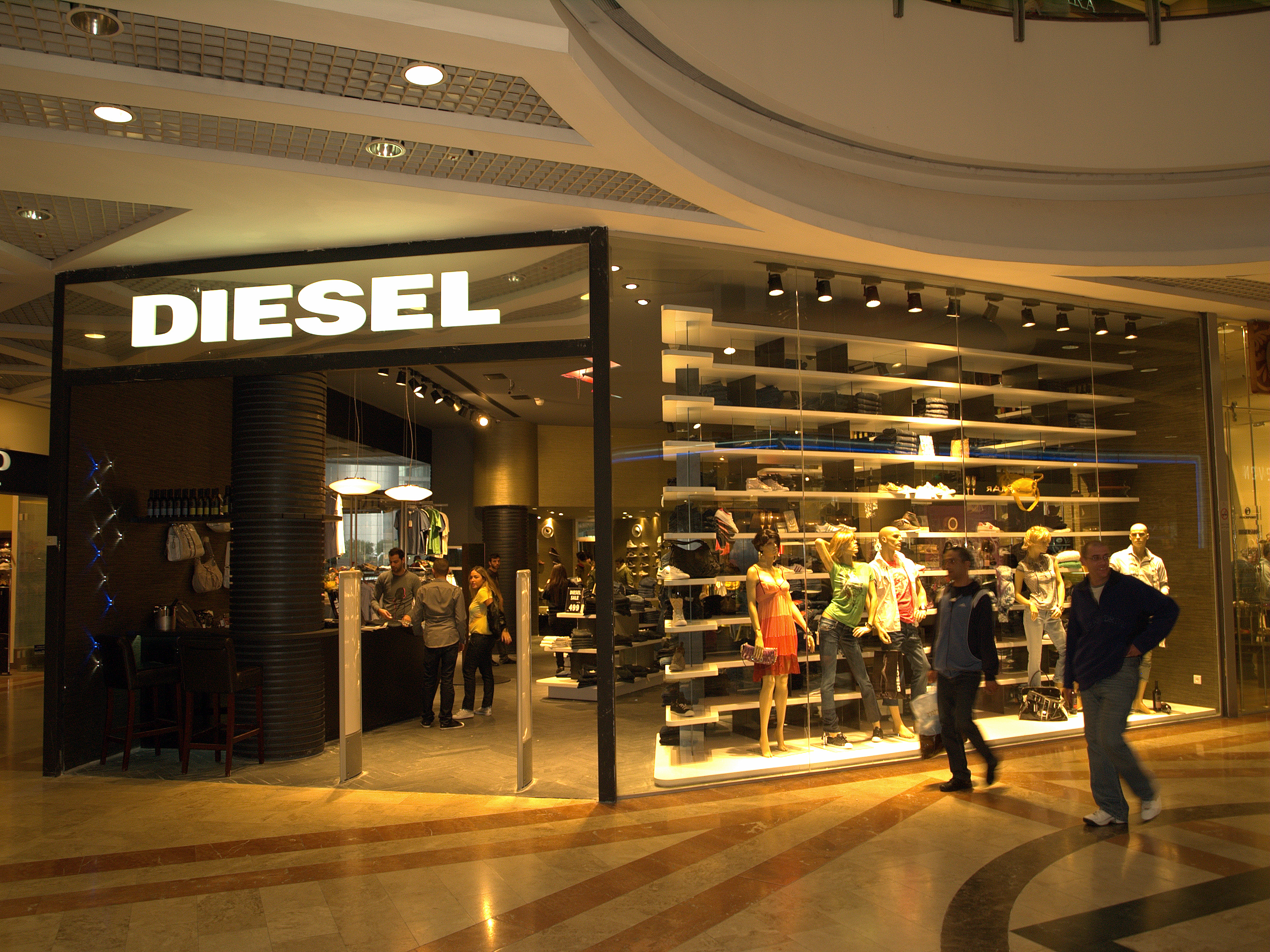
以色列分店
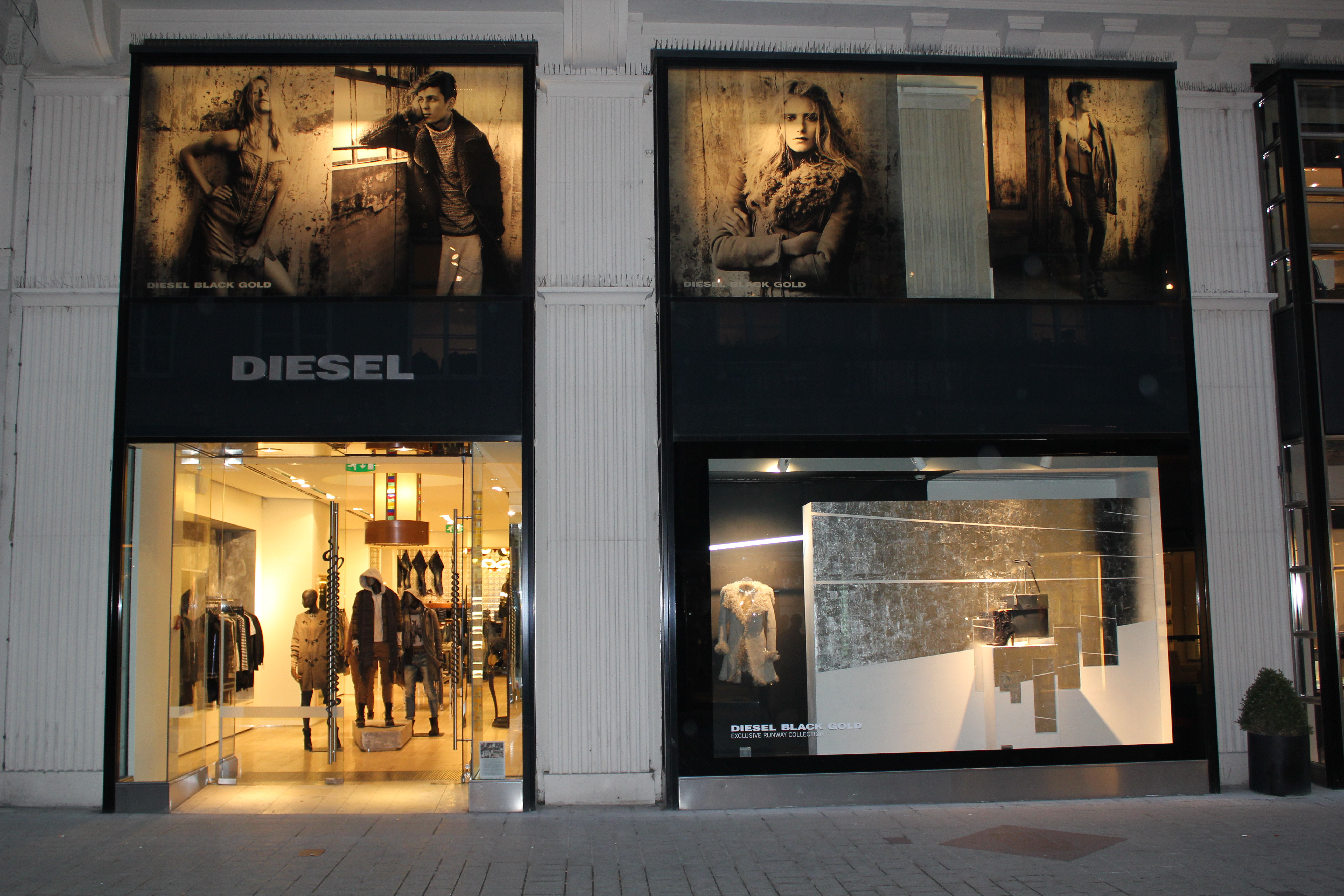
奧地利維也納分店
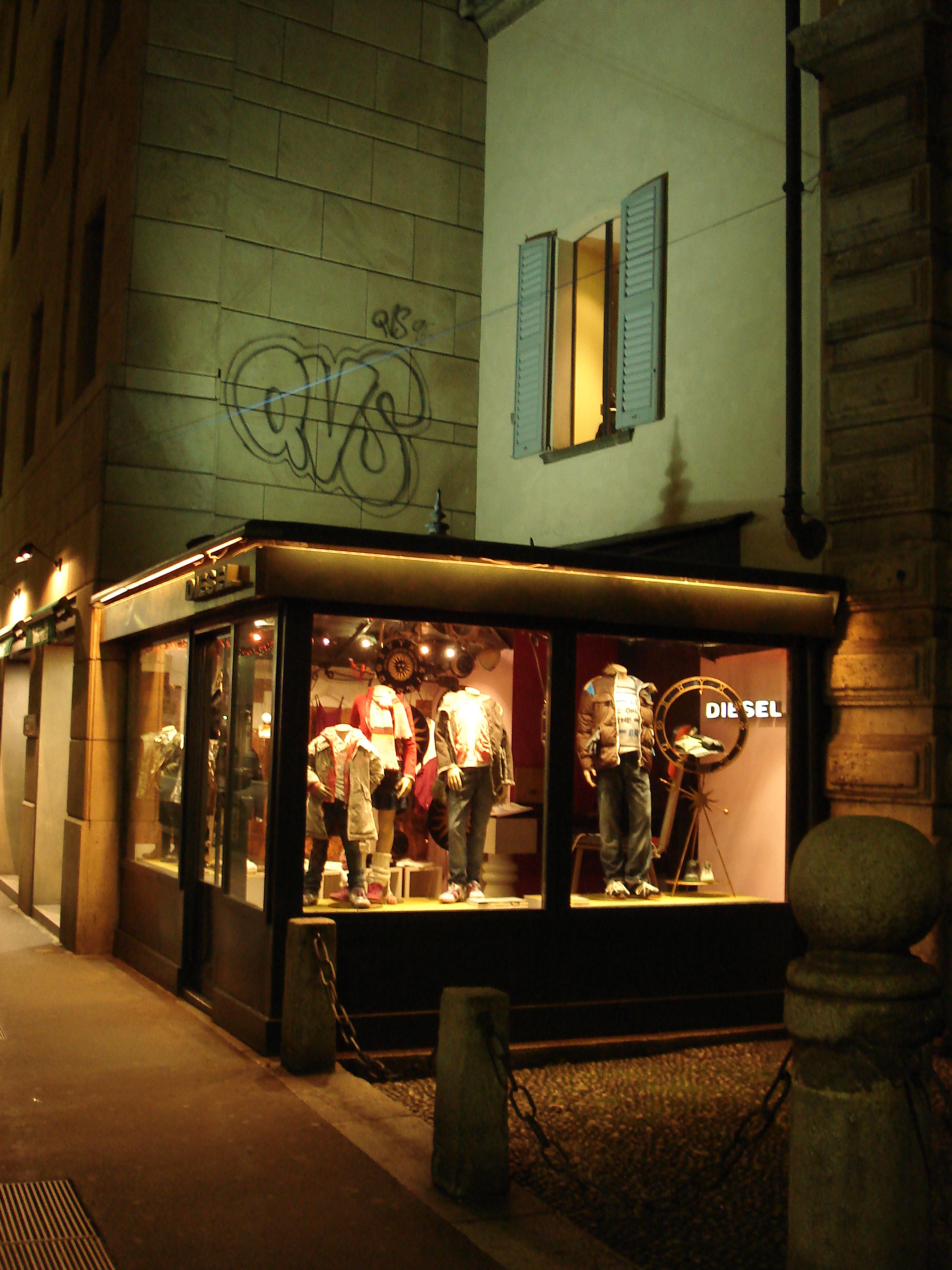
義大利米蘭店

## 营销
Diesel通过将全球热点问题融入广告概念中来吸引媒体的注意。2007年春夏主题为"Global Warming Ready"，全球变暖之后的巴黎、伦敦和威尼斯等城市，成为广告的背景。巴黎艾菲尔铁塔被热带雨林所围绕，而中国长城则被淹没在茫茫沙漠之中。
近年来，公司开始关注年轻人市场，如赞助艺术项目"Diesel-U-Music Contest"和"Diesel Wall"，在电子游戏"Devil May Cry 2"中展示自己的商品，成为"ITS Fashion Accessories and Photo competition"的主办者，以及为2006年"Life Ball"提供服装设计等。

## 褲型
Skinny
- Shioner
- Thavar
- Thanaz

Carrot
- Tepphar
- Kakee
- Krooley
- Braddom
- Rombee
- Narrot

Straight
- Bhetto
- Safado
- Laekee
- Larkee Relaxed Comfort
- Mennit
- Timmen
- Viker
- Viker-R-BOX

Tapered
- Darron
- Koolter
- Poiak
- Iakop

Bootcut
- Zathan
- Zatiny